# Gaio Scribonio Curione (console 76 a.C.)
Gaio Scribonio Curione (latino: Gaius Scribonius Curio; 118 a.C. circa – 53 a.C.) è stato un politico e generale romano.

## Biografia
Appartenente alla gens Scribonia, fu tribuno della plebe nel 90 a.C.. Prese parte alla campagna militare di Lucio Cornelio Silla contro Mitridate re del Ponto degli anni 87-86 a.C. Fu determinante nella conquista di Atene, prendendo parte anche all'occupazione della Grecia ed a rimettere sul trono di Bitinia Nicomede IV e su quello di Cappadocia Ariobarzane I. Tornò con Silla in Italia nell'83 a.C., beneficiando della sua amicizia. Nel 76 a.C. divenne console. Verso la fine di quello stesso anno divenne proconsole della provincia romana di Macedonia. Qui lottò nel 72 a.C., sempre come proconsole, contro la tribù dei Dardani e si spinse fino al basso corso del Danubio. Per i suoi successi ottenne il trionfo. Alla fine del 61 a.C. ricoprì la censura.
Negli anni successivi, fino alla sua morte avvenuta nel 53 a.C. fu un convinto avversario di Gaio Giulio Cesare. Divenne attorno al 60 a.C., Pontifex ed era considerato anche un ottimo oratore. Ebbe un figlio omonimo.